# Niinijärvi (sjö i Nyland)
Niinijärvi är en sjö i Borgnäs kommun i Finland.   Den ligger i landskapet Nyland, i den södra delen av landet, 40 km nordost om huvudstaden Helsingfors. Niinijärvi ligger 20,1 meter över havet. Arean är 27,9 hektar och strandlinjen är 2,55 kilometer lång. Sjön  ingår i Svartsåns huvudavrinningsområde.   I omgivningarna runt Niinijärvi växer i huvudsak blandskog.